# ویژوال بیسیک دات‌نت

محیط برنامه

ویژوال بیسیک دات نت (به انگلیسی: (Visual Basic .NET (VB.NET) یکی از زبان‌های معرفی شده به منظور نوشتن برنامه‌های مبتنی و با استفاده از چهارچوب دات نت است. دستورهای این زبان مشابه بیسیک ,Q basic است. چون این زبان جزو مجموعه چهارچوب دات نت است کد تولید شده توسط آن(MSIL) در بیشتر مواقع فرقی با کدهای تولید شده توسط سی‌شارپ ندارد و کتابخانه‌های تولید شده در هر یک از این دو زبان مستقیماً در دیگری قابل استفاده‌است.
اشتباهی که معمولاً در مورد ویژوال بیسیک دات نت می‌شود این است که با توجه به ویژگی‌های بیسیک کلاسیک که زبانی ساده و مخصوص غیرحرفه‌ای‌ها بود، این زبان نیز غیرحرفه‌ای تلقی می‌شود، در حالی که قابلیت‌های آن کاملاً با #C برابر است. در ضمن زبان مفسری نیست.
وی بی دات نت علاوه بر امکانات عادی مثل برنامه‌نویسی برای ویندوز قابلیت برنامه‌نویسی برای کنسول‌ها و دستگاه‌های هوشمند (Smart Device) را هم دارد.
سیستم کدها بسیار منظم تر از وی بی ۶ شده و تمام کدها در کلاس‌ها طبقه‌بندی می‌شود.
هم اکنون ویژوال بیسیک دات نت در بسته نرم‌افزاری Visual Studio همراه با Visual C#، Visual J#، Visual C++ و Visual Web Developer ارائه می‌شود.
در مقایسه بین سی شارپ و ویژوال بیسیک دات نت طبق گفته مسئولان ماکروسافت همواره ویژوال بیسیک دات نت از سهولت در کدنویسی بر خوردار بوده‌است و شباهت آن با ویژوال بیسیک نگارش ششم قابل چشم پوشی نیست
توسعه نرم‌افزارهای ویندوز فرم (WinForms)، WPF، برنامه‌های مخصوص ویندوز فون، برنامه‌های ویندوز ۸ و ... همگی با زبان ویژوال بیسیک دات نت امکان‌پذیر هستند. برای همین ویژوال بیسیک دات نت یکی از زبان‌های محبوب توسعه‌گرهای ویندوز است.
تصورات غلطی هم که در مورد ضعف vb.net نسبت به زبان‌های دیگری چون C# وجود دارد به شدت بی اساس و نشات گرفته از مقایسه زبان c و basic می‌باشد در حالیکه این تصور کاملاً اشتباه است.
تمام زبان‌های موجود در چهارچوب دات نت پس از کامپایل به یک زبان حدواسط (CLR) یا زبان حین اجرا یا واسطه مایکروسافتی MSIL تبدیل می‌شوند و سپس توسط ماشین اجرا می‌شوند. مقالات زیر حداقل ۱۰ برتری VB.net را نسبت به C# بیان می‌نمایند.
https://www.simple-talk.com/dotnet/.net-framework/10-reasons-why-visual-basic-is-better-than-c/
https://web.archive.org/web/20150622105202/http://www.vbrad.com/article.aspx?id=63
بنظر می‌رسد سیاست مایکروسافت برای توسعه زبان‌های دیگری که بر پایه c هستند بیشتر برای جلب نظر برنامه‌نویسان سکوهای شرکت‌های رقیب بوده لذا با این رویکرد مایکروسافت در مقابل سکوی قدرتمندی مانند جاوا میدان را خالی نگذارده است و طیف وسیعی از برنامه‌نویسان را با قرار دادن زبانهایی چون C++ و C# و J# و F# در ویژوال استودیو به خود جذب نموده است.
ناگفته نماند دستورهای VB.net شباهت زیادی با vb6 و vba دارند و در این میان از یک جهت بسیار بسیار مهم می‌نماید و آن اینکه ویژوال بیسیک زبان برنامه‌نویسی مستقیم و بی‌واسطه در محصولات مهمی مانند آفیس مایکروسافت می‌باشد. ماکرونویسی با VBA به سرعت امکان توسعه برنامه‌های کاربردی را فراهم می‌کند.